# Nahualá
Nahualá è un comune del Guatemala facente parte del dipartimento di Sololá.
L'abitato venne fondato nei primi anni della colonizzazione spagnola e faceva parte del comune di Santa Catarina Ixtahuacán, mentre l'istituzione del comune è del 1884.